# Шамшин, Иван Фёдорович
Иван Фёдорович Шамшин (1788—1876) — российский государственный деятель, действительный тайный советник (1875).

## Биография
Родился 6 (17) ноября 1788 года в Москве.
Не окончив курса в Московском университете, он в 1806 г. был назначен учителем математики в Коломенском уездном училище, в 1811 году вышел в отставку.
В службе и классном чине с 1811 года, будучи принят в «государственную экспедицию для ревизии счетов» в Санкт-Петербурге.
В 1810—1817 годы перевёл три сочинения мистика и философа К. Эккартсгаузена. Первый перевод написал во время учёбы в Императорском Московском университете, посвятив его попечителю университета П. И. Голенищеву-Кутузову. Перевод написанный в 1813 году после переезда в Петербург посвятил А. И. Карсакову.
С 1837 года вице-директор Контрольного департамента гражданской отчётности. В 1840 году произведён в действительные статские советники. С 1845 года член Комиссии об устройстве Александровской мануфактуры. С 1848 по 1863 годы генерал-контролёр Департамента морских отчётов.
В 1853 году произведён в тайные советники. С 1856 года председатель Комиссии по образованию счётной части Хозяйственного департамента Морского министерства. С 1863 года назначен членом Совета Государственного контроля Российской империи. В 1875 году произведён в действительные тайные советники.
Был награждён всеми российскими орденами вплоть до ордена Святого Александра Невского пожалованные ему в 1866 году.
Умер 12 (24) мая 1876 года. Похоронен на Тихвинском кладбище Александро-Невской лавры.

## Семья
Первый брак. Дочь: Елизавета (ок. 1822—1907).
Второй брак. Жена: Александра Павловна, урождённая Гусева (?—1894). Их дети:
- Анна (1829—?)
- Павел (1830—1914) — сенатор, действительный тайный советник
- Александр (1832—?)
- Николай (1834—1894) — генерал-лейтенант, сенатор
- Иван (1835—1912) — председатель Верховного уголовного суда, сенатор, член Государственного совета; действительный тайный советник.